# La schiava greca
La schiava greca (The Greek Slave) è una scultura in marmo realizzata dall'artista americano Hiram Powers. La statua è considerata una delle opere d'arte americane più celebri e acclamate, anche dalla critica, del XIX secolo, ed è, nel panorama statunitense, una delle più note sculture di sempre. È stata la prima statua americana di un nudo femminile, in aggiunta a grandezza naturale, ad essere stata esposta al pubblico. Powers inizialmente ne ha realizzato un modello in argilla a Firenze, ultimandolo esattamente il 12 marzo 1843. La sua prima versione in marmo è stata scolpita nello studio di Powers nel 1844 e attualmente è conservata al Castello di Raby, in Inghilterra.
Altre cinque versioni in marmo e a grandezza naturale della statua sono state riprodotte meccanicamente, sul modello dell'originale di Powers, per dei committenti privati, oltre a diverse altre repliche in scala ridotta. Copie della statua sono esibite numerose tra il Regno Unito e gli Stati Uniti, ed essa è subito diventata una delle opere più note di Powers, ed è stata identificata come simbolo per gli abolizionisti americani, ispirando svariate opere in prosa e versi. La posizione nella quale è raffigurata la schiava pare sia stata tratta dalla Venere de' Medici conservata nella Galleria degli Uffizi di Firenze.

## Soggetto
La statua raffigura una giovane donna nuda e incantenata; una mano trattiene una piccola croce e una medaglietta che pendono da una piccola catena. È lo stesso Powers a descrivere il soggetto dell'opera:  
 La schiava è stata catturata da un'isola greca per mano dei turchi, ai tempi della rivoluzione greca, le cui vicende sono note a tutti. Suo padre e sua madre, e forse tutti i suoi consanguinei, sono stati abbattuti dai suoi nemici, e solo lei è stata risparmiata in quanto bene troppo prezioso per poter essere gettato via. Lei è ora tra barbari stranieri, sotto il peso del lucido ricordo dei rovinosi avvenimenti che l'hanno portata alla sua condizione attuale; e si trova esposta allo sguardo delle persone da cui lei stessa rifugge ripugnante, e attende il suo destino con profonda preoccupazione, temprata dal sostegno che trova nell'affidarsi alla bontà di Dio. Raccogli tutte queste sofferenze insieme, ed aggiungi loro la forza d'animo e la capacità di sopportazione di un cristiano: non vi sarà spazio per la vergogna. 

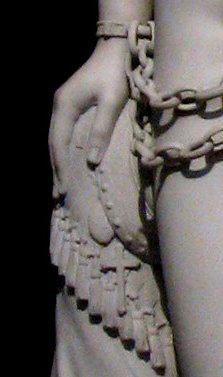
Particolare della mano; sono evidenti la croce e la medaglietta

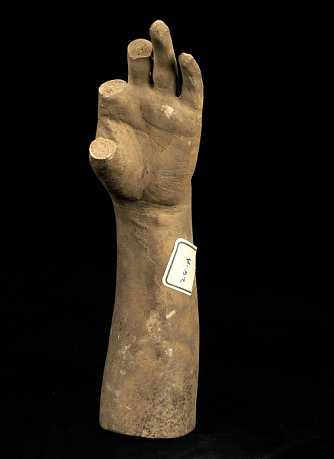
Calco della mano e avambraccio sinistri della schiava greca (con tre dita perdute).

Quando la statua fu portata in tour tra il 1847 e il 1848, Miner Kellogg, amico dell'artista e organizzatore del tour, elaborò un opuscolo da distribuire ai visitatori della mostra, nel quale, in merito all'opera, si leggeva: 
 Il soggetto apparente è soltanto una fanciulla greca, resa prigioniera dai Turchi ed esposta ad Istanbul, in vendita. La croce e la medaglietta, visibili attraverso il drappeggio, mostrano che è cristiana, e amata. Ma questo semplice stadio in nessun modo adempie il significato della statua. Essa rappresenta un essere superiore alla sofferenza, che si eleva al di sopra dell'umiliazione, per purezza interiore e forza. Pertanto la schiava è emblema del processo al quale l'intera umanità è sottoposta, e può essere considerata come simbolo della sopportazione, di virtù irremovibile e di somma pazienza. 
Si ritiene che a posare per quest'opera sia stata la figlia della cucitrice che lavorava per la moglie di Powers, che sarebbe stata sepolta nel cimitero degli inglesi di Firenze.

## Accoglienza

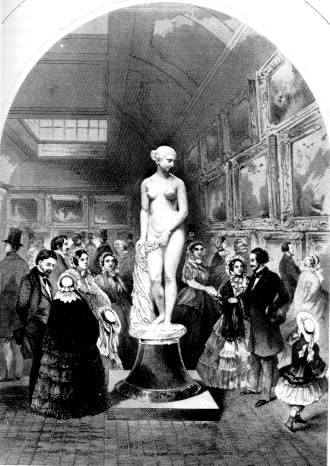
La statua in mostra alla Galleria di Düsseldorf, New York.

Le reazioni del pubblico furono diverse tra loro. Quando l'opera fu messa in mostra per la prima volta, molte persone si scandalizzarono a causa della nudità; Powers replicò a questo tipo di critica affermando come la donna sia un esempio perfetto di purezza e castità cristiane: persino nel suo non poter indossare alcunché, la schiava prova a proteggersi dallo sguardo degli astanti. In aggiunta, controbatté Powers, la nudità non è una sua colpa, piuttosto è causata dai suoi carcerieri turchi, che l'hanno svestita per esporla. Per tali ragioni, quindi, molti pastori cristiani esortarono le loro congregazioni per andare ad osservare la statua.
Alcuni visitatori associarono la schiava greca e gli schiavi che, allo stesso tempo, lavoravano nelle piantagioni nel Sud degli Stati Uniti. Questi parallelismi furono inizialmente trascurati dal pubblico americano, ma con l'avvicinarsi della guerra di secessione americana, gli abolizionisti presero la statua come simbolo, paragonandola a quella della Schiava virginiana. Il confronto fu anche oggetto di una poesia di John Greenleaf Whittier. La statua ispirò anche un sonetto di Elizabeth Barrett Browning, "La schiava greca di Hiram Powers ". L'abolizionista Maria White Lowell scrisse che La schiava greca era "una visione di bellezza di cui si deve ripensare la prima volta che si è osservata come se si avesse assistito ad un'era". Nel 1848, mentre camminava nel Boston Common, Lucy Stone si fermò ad ammirare la scultura e scoppiò in lacrime, vedendo le catene come simbolo dell'oppressione del genere femminile da parte dell'uomo. Da quel momento, Stone incluse il problema dei diritti delle donne nei suoi discorsi.

## Tecnica di realizzazione
Powers concepì la schiava greca come un'opera della quale si sarebbero riprodotte una o più versioni in marmo, pratica comune, nel XIX secolo, negli atelier e negli studi. Sia Powers, sia gran parte dei suoi contemporanei raramente scolpivano in prima persona nel marmo, delegando il lavoro ad un gruppo di artigiani esperti che realizzavano le opere per conto degli artisti. Dopo aver completato il modello in argilla a grandezza naturale nel suo studio di Firenze, Powers lo diede a degli esperti fonditori del gesso, che crearono uno stampo diviso in più parti, da cui ricavarono un gesso durevole. Dei sostegni in metallo garantiscono alle statue maggiore stabilità, e sono attualmente visibili attraverso i raggi x.
I maestri intagliatori hanno poi utilizzato il modello come strumento di misura, coprendo la superficie del gesso con centinaia di segni in matita, spille di metallo e punti, i quali servivano da riferimento per il pantografo nella sua variante per la scultura. Tale macchinario è mosso di volta in volta dai punti del modello alle aree corrispondenti nel blocco di marmo per guidare l'intagliatore nella sua composizione dell'opera. Ogni volta, lo strumento misurava la profondità e la posizione sul blocco marmoreo, elaborando una guida tridimensionale che poteva facilitare il lavoro di colui che scolpiva. Realizzate le versioni nel marmo, alcuni dettagli venivano rifiniti con maggiore cura e precisione, come ad esempio nel caso della croce, della medaglietta e delle catene, che perciò, nelle varie versioni, differiscono leggermente.

## Versioni dell'opera
Lo studio di Powers realizzò cinque versioni a grandezza naturale e in marmo della schiava greca. Pressoché identiche, ognuna fu scolpita per essere venduta a un diverso collezionista d'arte. Uno di essi, inglese, acquistò la prima delle versioni marmoree (attualmente al Castello di Raby), che fu subito esposta a Londra nel 1845 al Pall Mall. Nel 1851, fu presentata dagli Stati Uniti alla Grande esposizione universale di Londra, e quattro anni dopo fu esposta a Parigi. La seconda fu acquistata da William Wilson Corcoran nel 1851, entrando a far parte della Corcoran Gallery of Art, a Washington; nel 2014, con la chiusura del museo, la statua è stata acquisita dalla National Gallery of Art.
Molte altre copie sono state riprodotte nel corso degli anni, tra cui una versione, grande i 3/4 rispetto alla dimensione naturale, conservata allo Smithsonian American Art Museum, così come altre versioni presenti nel Campidoglio di Montpelier, al Berkshire Museum di Pittsfield e al Westervelt Warner Museum of American Art di Tuscaloosa.
Dal 1848, anche i ceramisti della Mintons produssero delle copie di piccole dimensioni in porcellana Parian. Dal 1849 le catene tra le mani della donna non furono messe in mostra, probabilmente per risparmiare sui costi della produzione.
Nel 2004, il governatore del Vermont James Douglas ha ordinato la rimozione dal suo ufficio di una piccola lampada replicante l'opera, avendo timore che gli scolari potessero vederla.

### Ubicazioni

#### Versioni a grandezza naturale
Ne esistono sei versioni: il modello in gesso e cinque versioni in marmo.
- Smithsonian American Art Museum, dove si conserva il modello originale in gesso del 1843, dal quale sono state ricavate le successive riproduzioni marmoree;
- Castello di Raby, Contea di Durham (1844);
- National Gallery of Art, Washington (1846)[1];
- Newark Museum, Newark (1847)[20];
- Yale University Art Gallery, New Haven (1850)[5];
- Brooklyn Museum, Brooklyn (1866, l'ultima versione)[21].

#### Versioni in scala ridotta
- Smithsonian American Art Museum, Washington[4][22];
- Victoria and Albert Museum, Londra;
- Museo di belle arti di San Francisco, San Francisco (1873)[23].

## Ricerca
Nel 2015, nell'ambito dello Smithsonian Digitization Program, il programma di digitalizzazione dell'istituto, si è scansionato tridimensionalmente il modello originale del 1843. Tale scansione è disponibile sul sito web, con una sezione interattiva e la possibilità di scaricarla. Pertanto, chi è in possesso di una stampante 3D può creare da sé una replica della statua.